# Porela delineata
Espèce
Synonymes
- Tacillia delineata Walker, 1855

Porela delineata est une espèce de lépidoptères (papillons) de la famille des Lasiocampidae.
On le trouve en Australie (Victoria, Nouvelle-Galles du Sud et Queensland).
Il a une envergure de 30 mm.
Sa chenille se nourrit sur Eucalyptus leucoxylon et Leptospermum.